# 경직
경직은 마비, 증가된 힘줄반사 활동, 긴장 하진의 결합과 함께 골격근의 움직임이 변화하는 기능이다.
임상적으로 경직은 운동 신경 세포 억제의 소실의 결과이며 과도한 속도의 근수축을 일으킨다. 궁극적으로 반사항진으로 이어진다. 감마 아미노뷰티르산(GABA) 수용체의 효능제 역할을 하는 약제 바클로펜으로 치료가 되는 경우가 있다.